# 鉄道に関する日本一の一覧
鉄道に関する日本一の一覧（てつどうにかんするにっぽんいちのいちらん）では、鉄道に関する日本で一番や一位を一覧化する。なお、ここでの「鉄道」は、鉄道事業法に準拠する鉄道および軌道法に準拠する軌道に限っている。

## 駅

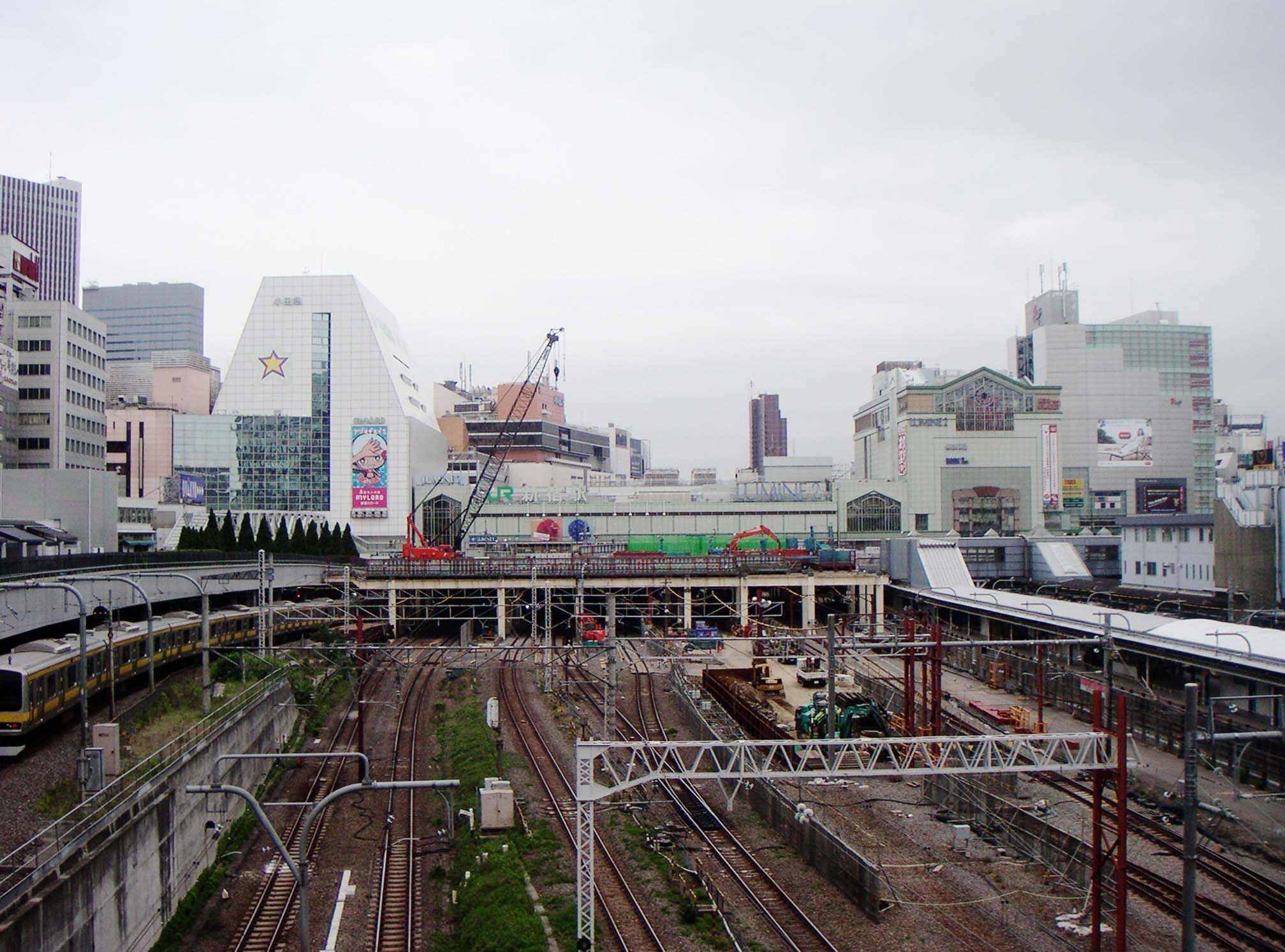
新宿駅

### 規模
- 日本一（世界一）乗降客数が多い駅 - 新宿駅（一日平均322万人。ギネス認定[1]）
- 単一路線の地下鉄で日本一乗降客数が多い駅 - Osaka Metro梅田駅（一日約42万人）[要出典]
- 日本一乗り入れ鉄道事業者の多い駅 - 横浜駅（JR東日本、京浜急行電鉄、東急電鉄、相模鉄道、横浜高速鉄道、横浜市交通局の6社[2]）

### 地理
東西南北端
- 日本一東に位置する鉄道駅 - JR北海道根室本線根室駅（東経145度34分57.75秒）
- 日本一西に位置する鉄道駅 - 沖縄都市モノレール線那覇空港駅[3]（東経127度39分8.09秒[2][4]）
  - 普通鉄道の駅では松浦鉄道西九州線たびら平戸口駅[5]（東経129度34分57.84秒[2]）
  - JRの駅ではJR九州佐世保線佐世保駅[5]（東経129度43分32.63秒[2]）
- 日本一南に位置する鉄道駅 - 沖縄都市モノレール線赤嶺駅[6]（北緯26度11分35.64秒[2][7]）
  - 普通鉄道の駅ではJR九州指宿枕崎線西大山駅[8]（北緯31度11分25.05秒[2]）
- 日本一北に位置する鉄道駅 - JR北海道宗谷本線稚内駅[9]（北緯45度25分1.3秒[10]）

標高
- 日本一高所に位置する鉄道駅 - 立山黒部貫光黒部ケーブルカー黒部平駅（標高1,828 m[11]）
  - 普通鉄道ではJR東日本小海線野辺山駅（標高1,345.67 m[12]）
  - 地下鉄の駅では神戸市交通局北神線谷上駅（高架駅。標高244 m[13]）
    - 地下にある地下鉄の駅では仙台市交通局東西線八木山動物公園駅（標高136.4 m[13]）
- 日本一（世界一）低所に位置する鉄道駅 - 青函トンネル記念館青函トンネル竜飛斜坑線体験坑道駅（海面下140 m[14]）
  - 普通鉄道では東京メトロ半蔵門線住吉駅（標高-31.0 m[15]）
    - 地下鉄以外ではJR東日本京葉線東京駅（標高-29.19 m[16]）
- 地上で日本一低所に位置する駅 - JR東海関西本線と、名古屋鉄道尾西線の弥富駅（標高-0.93 m[17][18]）
  - かつて駅にも日本一低い駅という掲示がされていたが、確認不十分としてJR東海が2016年9月に掲示を撤去した[19]。
  - 近畿日本鉄道名古屋線近鉄弥富駅の方がより低所の可能性があるが、標高は公表されていない[17][18]。
  - 東武鉄道亀戸線亀戸水神駅の標高は弥富駅よりも低い約-2.3 mであるとする資料があるが、個人で計測した値であり公式的なものではない[20]。

地上からの距離
- 日本一地上からの高さがある高架駅 - JR西日本北陸新幹線敦賀駅（21 m）[要出典]
  - 在来線ではJR東日本埼京線北戸田駅（20.46 m）[要出典]
  - 地下鉄では大阪市高速電気軌道（Osaka Metro）中央線弁天町駅（地上高約13.7 m）[要出典]
- 日本一深い所にある駅ホーム - JR東日本上越線土合駅（1番線、地下70.7 m[21][22]。地上にある駅舎・2番線との高低差は81 m）
  - 地下鉄では都営地下鉄大江戸線六本木駅1番線（地下42.3 m[2]。2番線は地下32.8 m）

傾斜
- 日本一急勾配にある駅 - 京阪京津線大谷駅（40‰（パーミル）。1000 m進むと40 mの高低差が生じる勾配）[要出典]
  - 鉄道事業法に基づく普通鉄道の駅では、明知鉄道明知線飯沼駅（33‰）[要出典]

### 名前
- 日本一長い駅名
  - 正式表記（文字数）
    - 富山地方鉄道呉羽線のトヨタモビリティ富山 Gスクエア五福前（五福末広町）停留場（26文字[注釈 1]）
      - 路面電車の停留場を除いた場合は、舞浜リゾートラインディズニーリゾートラインのリゾートゲートウェイ・ステーション駅と東京ディズニーランド・ステーション駅、京福電気鉄道北野線の等持院・立命館大学衣笠キャンパス前駅（17文字）
      - 鉄道事業法に基づく普通鉄道の駅では、南阿蘇鉄道高森線の南阿蘇水の生まれる里白水高原駅（14文字）
      - JRの駅では、両毛線のあしかがフラワーパーク駅、鹿島線の鹿島サッカースタジアム駅（どちらもJR東日本、11文字）

  - 読み仮名表記
    - トヨタモビリティ富山 Gスクエア五福前（五福末広町）停留場、岡山電気軌道東山本線の西大寺町・岡山芸術創造劇場ハレノワ前停留場（32文字[注釈 2][23][24]）
      - 路面電車の停留場を除いた場合は、等持院・立命館大学衣笠キャンパス前駅（26文字[25]）
      - 鉄道事業法に基づく普通鉄道の駅では、南阿蘇水の生まれる里白水高原駅、鹿島臨海鉄道大洗鹿島線の長者ヶ浜潮騒はまなす公園前駅（22文字[2][26][27]）
      - JRの駅では、JR東日本上越線の上越国際スキー場前駅（17文字）

- 日本一短い駅名 - JR東海紀勢本線・近畿日本鉄道名古屋線・伊勢鉄道伊勢線の津駅（正式表記・読み仮名とも1文字[2]）
  - 正式表記のみ1文字の駅は鼎駅、緑駅、蕨駅など複数存在する。
  - ローマ字表記で日本一短い駅名 - JR西日本加古川線・神戸電鉄粟生線・北条鉄道北条線の粟生駅（Ao）、JR西日本山陰本線の飯井駅（Ii）、JR九州指宿枕崎線の頴娃駅（Ei）、JR九州長崎本線小江駅（Oe）（いずれも2文字）[28]

### その他
- 日本一営業日の少ない駅（休止駅を除く） - 以下の駅は年間2日間のみ営業する臨時駅である。
  - JR四国予讃線津島ノ宮駅（8月4日、5日）
  - 岡山電気軌道東山本線京橋停留場（5月と10月の第一日曜日）
- 日本一海から遠い駅 - JR東日本小海線海瀬駅（新潟県糸魚川市の海岸線から112.77 km離れている） [29]

## 構造物

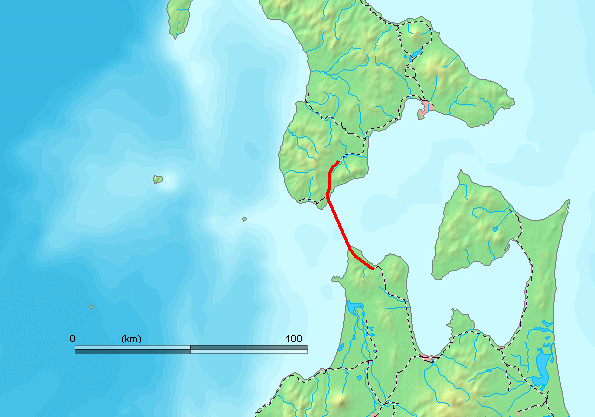
青函トンネル

- 日本一長い鉄道トンネル - JR北海道北海道新幹線・海峡線の青函トンネル（53.85 km[30][31]）
  - 日本一長い陸上の鉄道トンネル - JR東日本東北新幹線の八甲田トンネル（26.455 km[32]）
- 日本一短い鉄道トンネル - JR西日本呉線の川尻トンネル（8.7 m[33]）
- 日本一長い鉄道橋 - 東北新幹線の第1北上川橋梁（3,868 m[34]）
- 日本一高い鉄道橋 - 大井川鐵道井川線の関の沢橋梁（約71 m[30]）
- 日本一長い鉄道用トレッスル橋 - 南阿蘇鉄道高森線の立野橋梁（136.8 m[35][リンク切れ]。土木学会選奨土木遺産[36][37]）
- 日本一高い鉄道用トレッスル橋 - JR東日本仙山線の第二広瀬川橋梁[38]

## 路線・事業者

### 事業者
- 日本一総営業距離が長い鉄道事業者 - 日本貨物鉄道（7954.6km）
  - 旅客営業を行う事業者では東日本旅客鉄道（7302.2km）
    - 私鉄では近畿日本鉄道（508.1km）
    - 第三セクター鉄道では三陸鉄道（163.0km）

- 日本一営業距離の長いモノレール - 大阪モノレール（28.0km[2]）
  - 日本一（世界一）営業距離の長い懸垂式モノレール - 千葉都市モノレール（15.2km。ギネス認定[2][39][40]）

- 日本一営業距離の長いAGT - 広島高速交通（18.1km[41]）

- 日本一総営業距離が短い鉄道事業者 - 鞍馬寺（鞍馬山鋼索鉄道、0.2km=207m[2][42]）
  - 普通鉄道では西濃鉄道（1.3km）
    - 旅客営業を行う事業者では芝山鉄道（2.2km[2][43]）

### 路線延長
- 日本一営業距離の長い鉄道路線 - 東北新幹線（713.7km）
  - 在来線では東海道本線（713.6km。支線等を含む）
    - 単一の事業者のみの距離ではJR西日本の山陰本線（676.0km。支線等を含む）

  - JR以外では青い森鉄道線（121.9km）

- 日本一営業距離が短い鉄道路線 - 連絡線（0.1km）
  - 鉄道事業法に基づく路線では鞍馬山鋼索鉄道（0.2km）
    - 普通鉄道では神戸電鉄の神戸高速線および神戸高速鉄道の南北線[注釈 3]（ともに0.4km）
      - JRでは宮崎空港線（1.4km）

### 駅間距離
- 日本一長い隣接駅間距離 - JR北海道北海道新幹線・海峡線奥津軽いまべつ駅 - 木古内駅間（74.8km[2]）
  - 海峡線を除くJR在来線の場合は、JR北海道石北本線上川駅 - 白滝駅間（37.3km）
    - 途中に信号場および廃駅がない区間ではJR四国本四備讃線児島駅 - 宇多津駅間（18.1km）

  - JR線以外では、ハピラインふくいハピラインふくい線敦賀駅 - 南今庄駅間（16.6km）
    - 途中に信号場および廃駅がない区間では、三陸鉄道リアス線陸中山田駅 - 豊間根駅間（11.1km）

  - 第三セクター鉄道を除く私鉄では、京成電鉄京成成田空港線成田湯川駅 - 空港第2ビル駅間（9.7km）[44]
    - 途中に信号場および廃駅がない区間では、同線印旛日本医大駅 - 成田湯川駅間（8.5km）

- 日本一短い隣接駅間距離 - とさでん交通後免線一条橋停留場 - 清和学園前停留場間（84m[2]）
  - 普通鉄道の場合は、筑豊電気鉄道筑豊電気鉄道線の黒崎駅前駅 - 西黒崎駅間、松浦鉄道西九州線の中佐世保駅 - 佐世保中央駅間[45][46]（0.2km）

### 線路数
- 日本一長い複々線 - JR西日本東海道本線草津駅 - 山陽本線西明石駅間（120.9km[2]）
  - 私鉄では、東武鉄道伊勢崎線の北千住駅 - 北越谷駅間の18.9km[2]
- 日本一線路が多い複々線区間 - 上野駅 - 日暮里駅間（10線[2]）[47]
  - 私鉄では、阪急電鉄の大阪梅田駅 - 十三駅間（6線）

### 線形

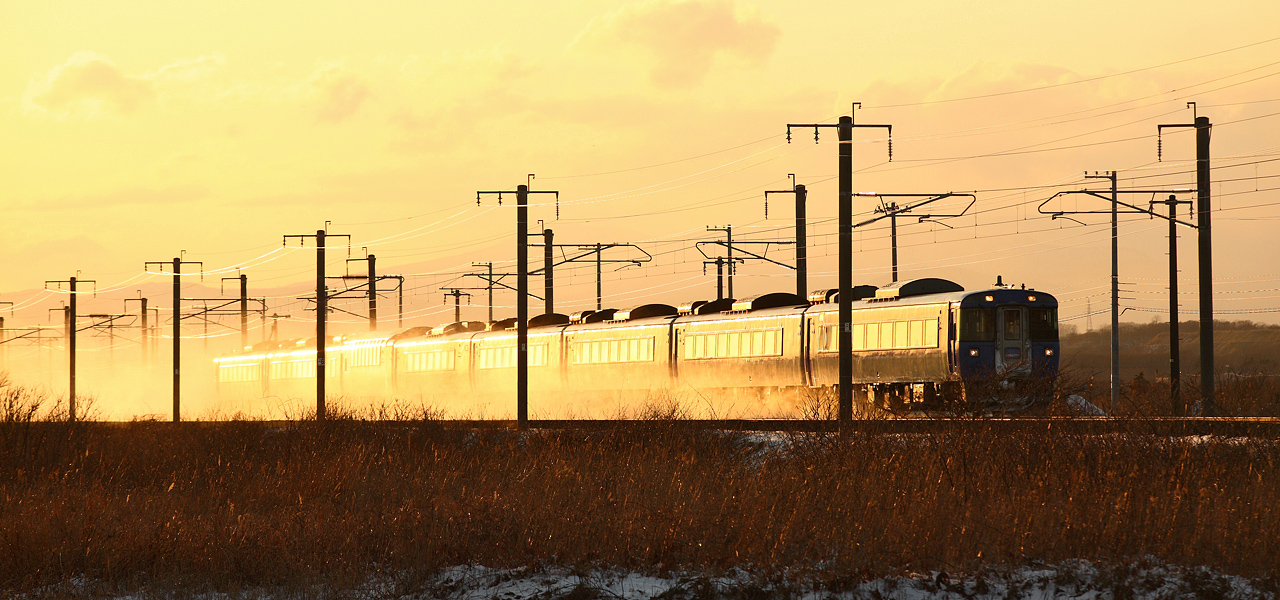
室蘭本線の、日本最長の直線区間を走る特急「北斗」

- 日本一長い直線区間 - JR北海道室蘭本線白老駅 - 沼ノ端駅間（28.736km[48]）
  - 私鉄では名鉄名古屋本線名電赤坂駅 - 平井信号場付近間（約8km[49]）
- 日本一急な鉄軌道のカーブ - 豊橋鉄道東田本線井原停留場 - 運動公園前停留場間（半径11m[2]）
  - 普通鉄道では江ノ島電鉄江ノ島電鉄線江ノ島駅 - 腰越駅間の龍口寺前交差点（半径28m[50]）
- 日本一の急勾配 
  - 鋼索式鉄道 - 高尾登山電鉄（608‰[2]）
  - アプト式鉄道 - 大井川鐵道井川線アプトいちしろ駅 - 長島ダム駅間（90‰[51][52]）
  - 粘着式鉄道 - 小田急箱根鉄道線（80‰[51][53]）

### その他
- 日本一運賃が安い鉄道区間（鉄道事業法上の鉄道に限る） - 鞍馬寺の山門駅 - 多宝塔駅間（0円）
  - ただし「運賃」は無料として届けられているが、実際に乗車するには大人200円の「寄付金」を支払う必要があり、寺側は寄付に対する「お礼」の形で「無料」で乗車させているという形式をとっている。
  - 1円以上では、小田急箱根の鋼索線における1駅間の大人運賃が90円である。
  - ケーブルカーを除けば、100円を大人運賃とする区間が以下の2例存在する。
    - 北大阪急行電鉄の1駅間（1区）[54]
    - 若桜鉄道の郡家駅 - 八頭高校前駅間

- 日本一資本金の額が多い鉄道事業者 - 大阪市高速電気軌道 2500億円（2021年3月31日現在）

## 列車

### 列車速度
- 日本一営業最高速度の速い列車 - JR東日本の新幹線「はやぶさ」[55]（北海道新幹線にも乗り入れ）および「こまち」[56]（320km/h[57]）
  - 新幹線以外では京成電鉄の特急「スカイライナー」[58]（160km/h[57]）
  - 運賃のみで乗車できる列車ではJR東日本の常磐線の特別快速・普通（中距離）列車、JR西日本の新快速・快速列車、JR西日本・JR四国の快速「マリンライナー」、首都圏新都市鉄道の全種別の列車（いずれも130km/h）
- 日本一営業最高速度の遅い列車 - 平成筑豊鉄道のトロッコ列車「潮風号」（15km/h）

### 列車名
- 日本一長い愛称の列車　- JR四国土讃線の志国土佐　時代の夜明けのものがたり（漢字表記、読み仮名表記ともに日本一[59]）
  - 定期列車では阿武隈急行線のホリデー宮城おとぎ街道号（読み仮名表記で16字）

### 列車の運行距離
- 運行距離が最も長い定期旅客列車 - のぞみ（東京駅 - 博多駅間、1174.9km）
  - 在来線ではサンライズ出雲（東京駅 - 出雲市駅間、953.6km）[60]
    - 昼行列車ではにちりんシーガイア（博多駅 - 宮崎空港駅間、413.1km）[60]
    - 普通列車ではJR西日本の新快速（敦賀駅 - 播州赤穂駅間、275.5km[注釈 4][61]）